# Tyrannochthonius contractus
Tyrannochthonius contractus és una espècie d'aràcnid de l'ordre Pseudoscorpionida de la família Chthoniidae.
Es troba a Àfrica.